# The Renegade Ranger
Pour plus de détails, voir Fiche technique et Distribution.
The Renegade Ranger est un film américain réalisé par David Howard, sorti en 1938.

## Fiche technique
- Titre original : The Renegade Ranger
- Réalisation : David Howard
- Scénario : Oliver Drake d'après une histoire de Bennett Cohen
- Production : Bert Gilroy
- Société de production : RKO Radio Pictures
- Musique : Roy Webb
- Photographie : Harry J. Wild
- Montage : Frederic Knudtson
- Direction artistique : Van Nest Polglase
- Pays d'origine :  États-Unis
- Langue : anglais, espagnol
- Format : Noir et blanc - Son : Mono (RCA Victor System)
- Genre : Western
- Durée : 59 minutes
- Date de sortie :
  - États-Unis : 16 septembre 1938

## Distribution
- George O'Brien (VF : Marc Valbel) : Capitaine Jack Steele (Dick Stale en VF)
- Rita Hayworth : Judith Alvarez
- Tim Holt (VF : Jean Daurand) : Larry Corwin (Henri Calwell en VF)
- Ray Whitley : Happy
- Lucio Villegas : Don Juan Campielo
- William Royle (VF : Maurice Lagrenée) : Ben (Bill en VF) Sanderson
- Cecilia Callejo : Toñia Campielo
- Neal Hart (VF : Jean Gournac) : Shérif Joe Rawlings
- Monte Montague (VF : Fernand Rauzena) : Monte, un acolyte (Mario en VF)
- Bob Kortman : Idaho, un acolyte
- Charles Stevens : Manuel
- Jim Mason : Hank
- Tom London (VF : Claude Péran) : Red, un acolyte
- Guy Usher (VF : Jean Gaudray) : le major Jameson (Gibson en VF)
- Frank M. Thomas : Carson